# Sidusa gratiosa
Sidusa gratiosa là một loài nhện trong họ Salticidae.
Loài này thuộc chi Sidusa. Sidusa gratiosa được Elizabeth Maria Gifford Peckham & George William Peckham miêu tả năm 1895.